# Stazione di Mestrino
A Stazione di Istrana vasútállomás Olaszországban, Veneto régióban, Mestrino településen található.

## Vasútvonalak
Az állomást az alábbi vasútvonalak érintik:
- Milánó–Velence-vasútvonal

## Kapcsolódó állomások
A vasútállomáshoz az alábbi állomások vannak a legközelebb: 
- Stazione di Grisignano di Zocco
- Stazione di Padova